# Gustav Otto Douglas

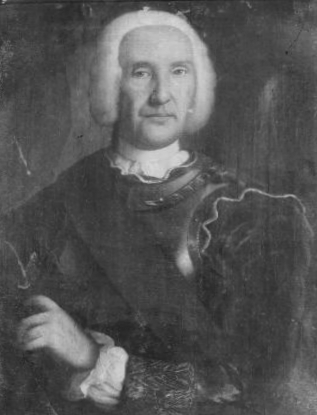
Gustav Otto Graf Douglas

Gustav Otto Graf Douglas (russisch Густав Отто Дуглас; schwedisch Gustaf Otto Douglas; * 23. Februar 1687 in Stockholm; † 22. Januarjul. / 2. Februar 1771greg. in Reval) war ein russischer General und Gouverneur.

## Leben

### Herkunft und Familie
Gustav Otto war Angehöriger der schwedischen Linie der schottischen Dynasten Douglas. Seine Eltern waren der schwedische Oberst und Landeshauptmann von Västerbotten Gustaf Graf Douglas (1648–1705) und Beata Margareta, geborene Gräfin Stenbock (1661–1735).
Er vermählte sich 1715 in Reval mit Helena Freiin von Schlippenbach (1700–1767), einer Tochter des russischen Generalmajors Wolmar Anton von Schlippenbach (1653–1739) und Helena, geborene Freiin von Liven († 1727). Aus der Ehe gingen je zwei Töchter und zwei Söhne hervor.

### Werdegang
Douglas begann seine Laufbahn in schwedischen Militärdiensten als Unteroffizier der Leibgarde. Er wechselte dann zwischenzeitlich in französische Dienste, wo er bis zum Kapitän avancierte. Im Dezember 1703 diente im Upplands Femmäninngar-Infanterie-Regiments wieder bei den Schweden. Dort stieg er 1704 zum Sekondeleutnant, 1705 zum Premierleutnant, 1706 zum Kapitänleutnant und schließlich 1708 zum Leibtrabant auf. In der Schlacht bei Poltawa geriet er in russische Gefangenschaft.
Erst im Jahr 1714 trat er als Oberst in russische Dienste und wurde noch im selben Jahr
Generalgouverneur in Finnland, was er bis 1719 auch blieb. Er war dann ab 1721 Präses der Großen Kommission in Estland und erhielt 1725 seine Beförderung zum Generalmajor sowie 1729 die zum Generalleutnant. 1733 musste er sich vor dem Kriegsgericht verantworten, wurde 1734 mit dem Alexander-Newski-Orden ausgezeichnet und wurde 1735 zum polnischen Korps ohne Kommando versetzt. Er vertrat 1738 Lacy als Oberbefehlshaber und wurde schließlich im Juni dieses Jahres selbst General en Chef. Ebenfalls im Jahr 1738 trat er die Stellung des Generalgouverneurs in Estland, was er bis 1740 auch blieb. Seinen Abschied hat Douglas 1751 erhalten.
Er war Erbherr auf den estländischen Gütern Alp und Kuckofer sowie estländischer Landrat.